# Natkjole
En natkjole er en løshængende form for nattøj, der stort set kun bæres af kvinder. En natkjole kan være fremstillet af bomuld, silke, satinstof eller nylon, og kan være dekoreret med blonder, appliqué eller broderi omkring brystet og kanterne.
En natkjole kan have alle typer halsudskæringer og de kan også have ærmer af mange forskellige typer, men er lige så ofte ærmeløse eller have skulderstropper. Længden kan variere fra hofte og ned til gulvlang. En kort natkjolde kan kaldes en "babydoll", afhængig af stilen. En underkjole kan også bruges som natkjole. Nogle natkjoler bæres med matchende beklædning som en kåbe eller slåbrok.
The Workwoman's Guide, der udkom i London i 1838, beskriver en række forskellige natkjoler. I viktoriatiden blev natkjoler mere udbredte. 

## Galleri
- Negligee i satin.
- Natkjole designet af Olga Erteszek.
- Babydoll natkjole.